# Motorola 6800

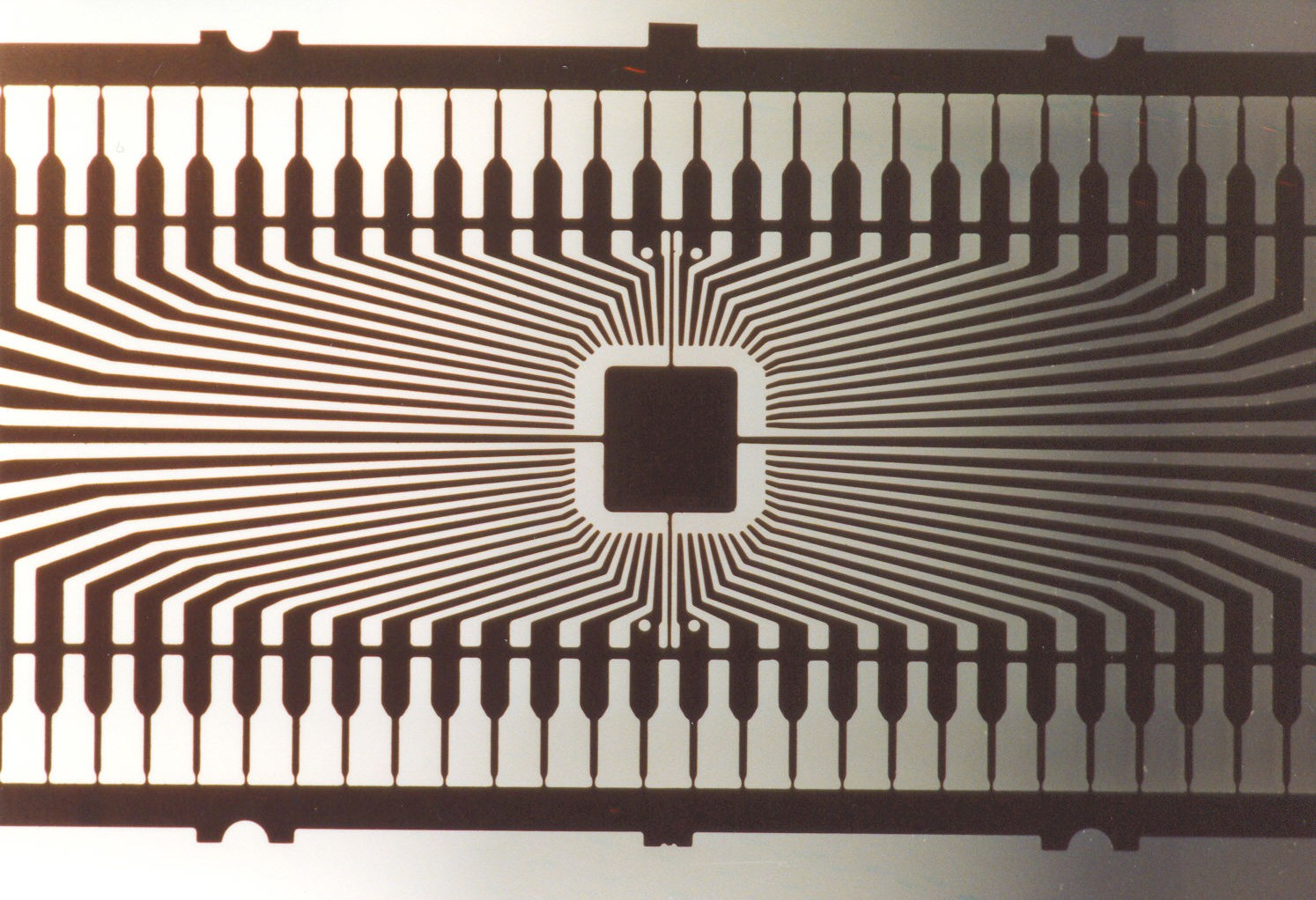
Motorola 6800 всередині

Мікропроцесор 6800 розроблений компанією Motorola і випущений незабаром після Intel 8080 в 1974 році. Його набір інструкцій складається з 78 операцій, включно з відомою недокументованою — інструкцією тестування шини Halt and Catch Fire (HCF). Ймовірно, це був перший мікропроцесор з індексним регістром.
Деякі мікрокомп'ютери 70-х років XX століття, доступні поштою у вигляді набору для складання або у вже зібраному вигляді, використовували 6800 як центральний процесор. Наприклад: плата розробки MEK6800D2,  SWTPC 6800 (перший комп'ютер, який використовував 6800), MITS Altair 680 (альтернатива Altair 8800, в якому 6800 замінив Intel 8080), кілька розробок Ohio Scientific, Gimix, Smoke Signal Broadcasting, Midwest Scientific, і Newbear 77/68.
6800 породив кількох нащадків, таких як Motorola 6802, Motorola 6805, Motorola 6807 | 6807, Motorola 6808 | 6808, Motorola 68HC11 | 68HC11, Motorola 68HC12 | 68HC12 і розширений і наполовину сумісний  6809, який, наприклад, використовувався в  ігровій консолі Vectrex і домашньому комп'ютері TRS-80 Color Computer.

## Програмна модель
| 7 | A | 0 |

| 7 | B | 0 |

| 7 | A | 0 |

| 7 | B | 0 |

| 15 | X | 0 |

| 15 | X | 0 |

| 15 | X | 0 |

| 15 | X | 0 |

| 15 | PC | 0 |

| 15 | PC | 0 |

| 15 | PC | 0 |

| 15 | PC | 0 |

| 15 | SP | 0 |

| 15 | SP | 0 |

| 15 | SP | 0 |

| 15 | SP | 0 |

|  |

| 7 | CCR | 0 |

|  |

| 7 | CCR | 0 |

A - Акумулятор A 

B - Акумулятор B 

X - Індексний регістр 

PC - Програмний лічильник 

SP - Покажчик стека 

CCR - Регістр прапорів (Conditional Code Register)

## Мікроконтролери

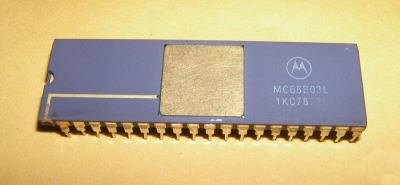
Motorola 6803

На базі архітектури, використаної в 6800 були створені мікроконтролери Motorola 6801 і 6803. Перший містив на кристалі процесорне ядро, 2 Кб ROM, 128 байт RAM, апаратно реалізоване множення і вбудований послідовний порт. Другий — варіант без вбудованої ROM. Мікроконтролери широко використовувалися в промислових роботах і деяких ранніх домашніх комп'ютерах, наприклад TRS-80 MC-10 та Matra Alice.

## Периферія для 6800
- MC6810 128 байтна RAM
- MC6818 Годинник реального часу (використовувалися в IBM PC / AT)
- MC6820/6821 «PIA» Адаптери периферійних інтерфейсів (GPIO / паралельний порт)
- MC6828 «PIC» Контролер переривань
- MC6830 1 КБ ROM
- MC6840 Лічильник / Таймер
- MC6843 Контролер гнучких дисків
- MC6844 DMA контролер
- MC6845 ЕПТ контролер (Використовувався в  MDA,  CGA та  EGA)
- MC6846 ROM + Лічильник / Таймер + GPIO
- MC6847 VDG - мікросхема відеоконтролера
- MC6850 «ACIA» адаптер асинхронного послідовного інтерфейсу
- MC6852 «SSDA» синхронний послідовний інтерфейс
- MC6854 «ADLC»
- MC6860
- MC6883 «SAM» Синхронний адрес-мультиплексор (DMA і DRAM контролер для MC6847

## Аналоги і конкуренти
На основі 6800 були розроблені Freescale 68HC08, Freescale 68HC11 та Freescale 68HC12.
Hitachi крім того, що виробляла багато моделей мікропроцесорів Motorola, розробила свої моделі мікропроцесорів Hitachi 6301 та Hitachi 6303 з розширеним набором інструкцій, які могли виконувати код, написаний для 6800.
Компанія-суперник MOS Technology вийшла на ринок з мікропроцесором  6502, з архітектурою, яка нагадує 6800. У 6502 не було 16-ти бітних регістрів, зате у нього було більше режимів адресації. 6502 використовувався в безлічі комп'ютерів та ігрових консолей наприкінці 70-х — на початку 80-х років XX століття. Варто згадати такі, як Atari 2600, Apple II, Commodore PET,  VIC-20, Commodore 64, Acorn Electron  / BBC Microcomputer, і Nintendo Entertainment System (NES).